# Rajyavardhan Singh Rathore

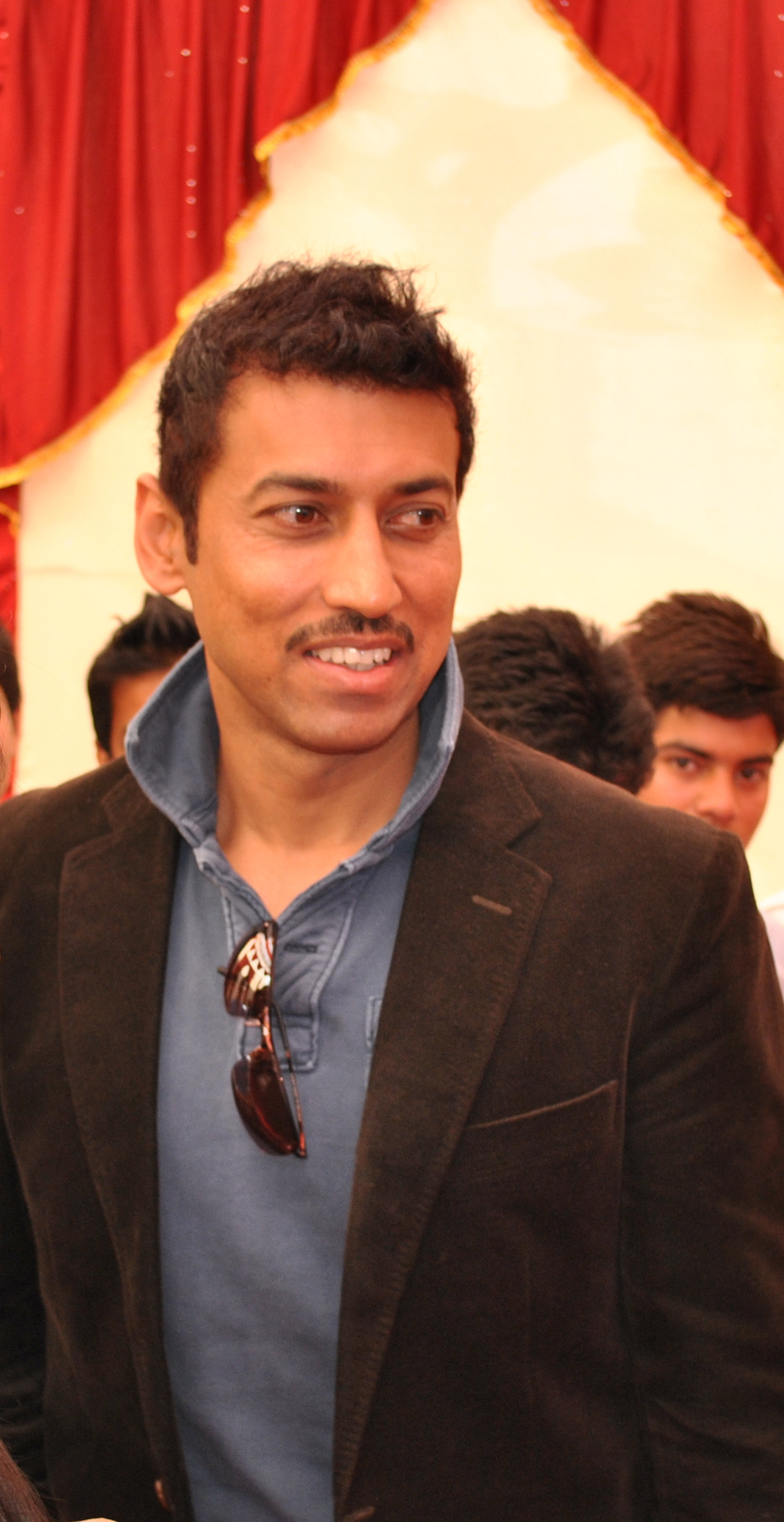
Rajyavardhan Singh Rathore (2011)

Rajyavardhan Singh Rathore (Hindi: राज्यवर्धन सिंह राठौड़; * 29. Januar 1970 in Jaisalmer, Rajasthan) ist ein indischer Sportschütze und Politiker.
Rathore entstammt der angesehenen indisch-rajputischen Fürstenfamilie der Rathor und ist Nachfahre von Rao Bikaji, dem ersten Herrscher von Bikaner. Er gewann für sein Land eine Silbermedaille im Doppeltrap-Schießen bei den Olympischen Spielen 2004 in Athen. Im selben Jahr gewann er eine Goldmedaille beim Sydney World Cup. Bei den Commonwealth Shooting Championships 2005 in Melbourne war er Mitglied des Siegerteams im Doppeltrap-Schießen. Sowohl im Mannschaftsschießen als auch im Einzelwettbewerb seiner Disziplin gewann er Gold bei den Asian Clay Shooting Championships 2005 in Bangkok. Seine Goldmedaille im Einzelwettkampf war nach seinen Siegen in den Jahren 2003 und 2004 Rathores dritte Goldmedaille in Folge bei diesen jährlich ausgetragenen Meisterschaften.
Er ist Lieutenant Colonel der indischen Armee.
2004 erhielt er den Arjuna Award und 2005 den Rajiv Gandhi Khel Ratna, die höchste Ehrung für indische Sportler, jährlich von der indischen Regierung verliehen. Er wurde zudem auch mit dem Padma Shri ausgezeichnet.
2013 trat Rajyavardhan Singh Rathore der Partei Bharatiya Janata Party (BJP) bei. Bei der Parlamentswahl in Indien 2014 wurde er für die BJP aus dem Wahlkreis Jaipur Rural in die Lok Sabha, das Unterhaus des gesamtindischen Parlaments, gewählt. In seinem Wahlkreis besiegte er den amtierenden Bundesminister C. P. Joshi mit einem großen Stimmenvorsprung. Am 9. November 2014 wurde er zum Minister of State (Staatssekretär) im Kabinett Modi I im Ressort Information und Rundfunk ernannt.